# 马克斯 (密西西比州)
马克斯（Marks）位于美国密西西比州西北部，是奎特曼县的县治所在，人口约1500人（2000年）。马克斯的名字來自於德國移民利奥波德·马克斯 （Leopold Marks，1851-1910年），當時他不想被征兵而离开德国，並于1868年抵达纽约。